# Arbor House
Arbor House — издательская компания, основанная Дональдом Файном в 1969 году. Специализируется на издании книг в твёрдом переплёте. В 1979 году выкуплена медиахолдингом Hearst Corporation и была переведена на издания в мягком переплёте, в том числе карманного формата. С 1988 года является импринтом издательской группы William Morrow and Company.

## История
- В 1969 году издатель Дональд Файн основал в Уэстминстере (штат Мэриленд, США) небольшое издательство, получившее название Arbor House (англ. arbour — увитая зеленью беседка), для чего взял ссуду в размере 5000 долларов.[3] До того как начать собственный бизнес Файн занимал должность вице-президента компании Dell Publishing, а также являлся сооснователем издательского дома Delacorte Press.
- В 1978 году холдинг Hearst Corporation выкупил компанию за 1,5 миллиона долларов.[3] По прогнозам специалистов, у Arbor House была возможность остаться относительно самостоятельной компанией только в том случае, если она опубликует ряд бестселлеров. В противном случае она войдёт в состав William Morrow and Company, одного из подразделений Hearst Corporation[2].
- С 1987 года Arbor House сокращает количество выпускаемых изданий с 70 в год до 40. В июне было объявлено о грядущем поглощении компании группой William Morrow and Company. Сделка состоялась в январе 1988 года, в результате чего компания стала импринтом в рамках группы, а все сотрудники были переведены на соответствующие должности в William Morrow and Company.[2]

## Издания
Наиболее значимые издания и авторы, публиковавшиеся в Arbor House:
- Повтор, Кен Гримвуд (1987)
- Бандиты, Элмор Леонард (1987)
- Знак Хаоса, Роджер Желязны (1987)
- Пианисты, Энтони Бёрджесс (1986)
- Мир воздушных змеев, Кит Робертс (1986)
- Дверь в Оекан, Джоан Слончевски (1986)
- Мир предков, Ричард Стерн (1986) [4]
- Кровь Амбера, Роджер Желязны (1986)
- Музыка, звучащая в крови, Грег Бир (1986)
- Вьетнамов больше не будет, Ричард Никсон (1986)
- Карты Судьбы, Роджер Желязны (1985)
- The Mayflower Madam, Сидни Бэрроуз (1984)
- The Frozen Lady, Сьюзен Арно Смит (1982)

Кроме того, в издательстве печатались: Ник Токшес, Гортензия Калишер, Кен Фоллетт, Синтия Фримэн, Ирвин Шоу и др.

## Изданные антологии
Наиболее популярные антологии и работы известных редакторов:
- The Arbor House Celebrity Book of Horror Stories, редакторы Мартин Гринберг, Чарльз Во (1982)
- The Arbor House Necropolis — Voodoo! Mummy! Ghoul!, редактор Билл Пронзини (1981)
- The Arbor House Treasury of Horror and the Supernatural, издатели Мартин Гринберг, Берри Малцберг и Билл Пронзини (1982)
- Specter! A Chrestomathy of Spookery, редактор Билл Пронзини (1982)